# 忻志良
忻志良（1985年2月14日—），中国职业足球运动员，但是目前并未在任何职业球队效力。
忻志良在上海申花青年队时曾经凭借出色表现进入国青队，2006年在申花尚未进入一线队的忻志良租借加盟刚刚搬迁到西安的原上海国际队。2007年初租借期满，忻志良返回申花，俱乐部在此时与上海联城合并，人员过剩，忻志良从此失去进入一线队的机会，此后被租借到新加坡联赛辽宁广原效力了半个赛季。2009年初忻志良出现在上海申花的转会申报名单上。